# Horst Mentrup
Horst Mentrup (* 4. Februar 1952 in Ahlen) ist ein deutscher Ministerialbeamter im Ruhestand. Er war von 1996 bis 2001 Staatssekretär im Ministerium der Finanzen des Landes Brandenburg.

## Leben

### Ausbildung und Persönliches
Horst Mentrup studierte Volkswirtschaft an der Universität Münster. Er war von 1976 bis 1979 wissenschaftlicher Assistent an der Universität Münster und wurde 1980 zum Dr. rer. pol. promoviert.
Mentrup heiratete und bekam drei Kinder. Er engagierte sich zeitweise als Vorsitzender des Bauvereins für das Synagogenzentrum Potsdam.

### Laufbahn und Beruf
Mentrup trat 1979 als Referent in den Dienst des Bundesministeriums der Finanzen in Bonn. Ende 1990 wechselte der Referent als Leiter des Generalreferates für den Landeshaushalt in das Ministerium der Finanzen des Landes Brandenburg, wo er im Januar 1993 zum Leiter der Haushaltsabteilung avancierte.
Im Mai 1996 wurde Mentrup unter Ministerin Wilma Simon (SPD) zum Staatssekretär im Ministerium der Finanzen des Landes Brandenburg ernannt. Er blieb auch zunächst unter Simons Nachfolgerin Dagmar Ziegler (SPD) im Amt und verließ das Ministerium im Januar 2001.
Anschließend war er von April 2001 bis Dezember 2017 Geschäftsführer der Brandenburgischen Spielbanken.